# Guillaume Oyônô Mbia
Pour les articles homonymes, voir Oyono et Mbia.
Guillaume Oyônô Mbia est un écrivain camerounais, auteur dramatique et conteur. Angliciste, il fut également enseignant à l'université de Yaoundé.

## Biographie

### Enfance, formation et débuts
Guillaume Oyônô Mbia est né le 2 mars 1939 à Mvoutessi II, dans l'arrondissement de la commune de Zoétélé dans la région du Sud du Cameroun. Il commence des études secondaires en 1958. Elles sont arrêtées en 1961. Il enseigne dans un collège et entame des études supérieures d’anglais au Royaume-Uni. Il y obtient un diplôme de traducteur et un Bachelor of Arts degree en 1969.

### Carrière
De retour au Cameroun, il est assistant au département d’anglais de la Faculté des Lettres et Sciences Humaines de l’Université de Yaoundé. Ensuite, il est nommé au Ministère de l’Information et de la Culture de 1972 à 1975. Il est écrivain et auteur dramatique et conteur. Il a enseigné à l'université de Yaoundé.
Il meurt le 10 avril 2021 à Yaoundé.

## Distinctions et prix
Pour l'ensemble de son œuvre, il a été honoré du Grand Prix des mécènes à l'édition 2014 des Grands Prix des associations littéraires.
- 1967 Prix du concours théâtral africain
- 1969 Prix du concours théâtral interafricain pour Notre fille ne se mariera pas
- 1970 Prix El Hadji Ahmadou Ahidjo pour Trois prétendants...un mari